# Хорват, Кэтлин
Эрика Кэтлин (Кэти) Хорват (англ. Erica Kathleen 'Kathy' Horvath; род. 25 августа 1965, Чикаго) — американская теннисистка. Победительница 8 турниров WTA (5 в одиночном разряде), победительница Открытого чемпионата Франции (1980) в одиночном разряде среди девушек, участница Олимпийских игр и Кубка Федерации (1984) в составе сборной США.

## Биография
Родилась в Чикаго в 1965 году в смешанной семье: отец, Эндрю, по происхождению венгр, мать, Эрика, — немка. Первым языком девочки был немецкий.
В 1979 году стала самой молодой чемпионкой США в возрастных категориях до 16 и до 21 года и самой молодой в истории участницей основной сетки Открытого чемпионата США, где успешно преодолела три раунда квалификации вскоре после своего 14-летия. Этот рекорд остаётся непобитым. На следующий год на Открытом чемпионате Франции победила соотечественницу Келли Хенри в финале одиночного турнира девушек.
Начав выступления в профессиональном туре, к 1983 году выиграла несколько турниров в одиночном и парном разрядах. В 1983 году достигла финала Открытого чемпионата Германии в Берлине и вскоре после этого в 4-м круге Открытого чемпионата Франции нанесла поражение Мартине Навратиловой. Больше в этом сезоне Навратилова не проиграла ни разу, завершив его с балансом побед и поражений 86-1.
Хорват достигла пика собственной карьеры в 1984 году, поднявшись в рейтинге WTA 10-й позиции. В этом году она также участвовала в составе сборной США в розыгрыше Кубка Федерации и принесла команде три очка в первых трёх встречах, прежде чем уступить австралийке Энн Минтер в полуфинале. Приняла участие в показательном теннисном турнире Олимпийских игр в Лос-Анджелесе, где была посеяна под первым номером, но проиграла в четвертьфинале 7-й ракетке турнира Сабрине Голеш.
Продолжала выступать до 1989 года, к 23 годам завоевав 5 титулов в турнирах WTA в одиночном разряде и три в парном. Завершив игровую карьеру, окончила Уортонскую школу бизнеса, получив степень бакалавра искусств и магистра делового администрирования, и несколько лет работала в финансовой сфере в инвестиционных банках Goldman Sachs and Merrill Lynch. От мужа Фила, с которым Кэтлин познакомилась в Уортоне, у неё трое детей — старший сын Фрезен и близнецы Эрика и Энди. После рождения первого ребёнка прервала финансовую карьеру и посвятила всё время семье.

## Место в рейтинге в конце сезона
| Год              | 1983 | 1984 | 1985 | 1986 | 1987 | 1988 |
| ---------------- | ---- | ---- | ---- | ---- | ---- | ---- |
| Одиночный разряд | 16   | 29   | 50   | 47   | 37   | 85   |
| Парный разряд    | —    | —    | —    | 62   | 52   | 54   |

## Финалы турниров WTA за карьеру

### Одиночный разряд (5-3)
| Результат | №   | Дата           | Турнир                     | Покрытие  | Соперница в финале | Счёт в финале |
| --------- | --- | -------------- | -------------------------- | --------- | ------------------ | ------------- |
| Победа    | 1.  | 6 марта 1983   | Нашвилл,США                | Ковёр (i) | Марцела Скугерска  | 6-4 6-3       |
| Поражение | 1.  | 23 мая 1983    | Западный Берлин            | Грунт     | Крис Эверт-Ллойд   | 4-6 6-7       |
| Победа    | 23. | 13 ноября 1983 | Гонолулу, США              | Ковёр (i) | Карлинг Бассетт    | 4-6 6-2 7-6   |
| Поражение | 2.  | 29 января 1984 | Марко-Айленд, Флорида, США | Грунт     | Бонни Гадусек      | 6-3 0-6 4-6   |
| Поражение | 3.  | 20 мая 1984    | Западный Берлин            | Грунт     | Клаудиа Коде-Кильш | 6-7 1-6       |
| Победа    | 3.  | 10 марта 1985  | Индианаполис, США          | Ковёр (i) | Элиза Берджин      | 6-2 6-4       |
| Победа    | 4.  | 31 марта 1985  | Палм-Бич-Гарденс, США      | Грунт     | Петра Яух-Делее    | 3-6 6-3 6-3   |
| Победа    | 5.  | 12 июля 1987   | Кнокке, Бельгия            | Грунт     | Беттина Бунге      | 6-1 7-6       |

### Женский парный разряд (3-6)
| Результат | №  | Дата            | Турнир                | Покрытие  | Партнёрша          | Соперницы в финале                  | Счёт в финале |
| --------- | -- | --------------- | --------------------- | --------- | ------------------ | ----------------------------------- | ------------- |
| Победа    | 1. | 9 мая 1982      | Перуджа, Италия       | Грунт     | Ивонн Вермак       | Билли Джин Кинг Илана Клосс         | 2-6 6-4 7-6   |
| Победа    | 2. | 7 августа 1983  | Индианаполис, США     | Грунт     | Вирджиния Рузичи   | Бет Херр Джиджи Фернандес           | 4-6 7-6 6-2   |
| Поражение | 1. | 20 мая 1984     | Западный Берлин       | Грунт     | Вирджиния Рузичи   | Кэнди Рейнольдс Энн Хоббс           | 3-6 6-4 6-7   |
| Поражение | 2. | 27 мая 1984     | Перуджа               | Грунт     | Вирджиния Рузичи   | Ива Бударжова Гелена Сукова         | 6-7 6-1 4-6   |
| Победа    | 3. | 10 марта 1985   | Индианаполис          | Ковёр (i) | Элиза Берджин      | Молли ван Ностранд Дженнифер Мундел | 6-4 6-1       |
| Поражение | 3. | 28 апреля 1985  | Орландо, Флорида, США | Грунт     | Элиза Берджин      | Мартина Навратилова Пэм Шрайвер     | 3-6 1-6       |
| Поражение | 4. | 24 мая 1987     | Страсбург, Франция    | Грунт     | Марселла Мескер    | Яна Новотна Катрин Сюир             | 0-6 2-6       |
| Поражение | 5. | 12 июля 1987    | Кнокке, Бельгия       | Грунт     | Марселла Мескер    | Беттина Бунге Мануэла Малеева       | 6-4 4-6 4-6   |
| Поражение | 6. | 11 октября 1987 | Афины, Греция         | Грунт     | Динки ван Ренсбург | Андреа Бецнер Юдит Визнер           | 4-6 6-7       |